# Campeonato Asiático de Atletismo de 2015 - Lançamento de martelo feminino
A prova do lançamento de martelo feminino do Campeonato Asiático de Atletismo de 2015 foi disputada no dia 3 de junho de 2015 no Wuhan Stadium em Wuhan, na China. 

## Recordes
Antes desta competição, os recordes mundiais e do campeonato nesta prova eram os seguintes:
|                       | Nome          | Nacionalidade | Distância | Local   | Data                |
| --------------------- | ------------- | ------------- | --------- | ------- | ------------------- |
| Recorde mundial       | Betty Heidler | Alemanha      | 79m 42cm  | Halle   | 21 de maio de 2011  |
| Recorde do campeonato | Wang Zheng    | China         | 72m 78cm  | Pune    | 5 de julho de 2013  |
| Recorde asiático      | Wang Zheng    | China         | 77m 68cm  | Chengdu | 24 de março de 2014 |

## Medalhistas
| Ouro               | Prata        | Bronze               |
| Liu Tingting (CHN) | Luo Na (CHN) | Akane Watanabe (JPN) |

## Cronograma
Todos os horários são locais (UTC+8)
| Data       | Hora  | Evento |
| ---------- | ----- | ------ |
| 3 de junho | 17:10 | Final  |

## Final
A final da prova ocorreu dia 3 de junho às 17:10. 
| Posição           | Atleta                 | Nacionalidade | #1    | #2    | #3    | #4    | #5    | #6    | Resultados | Notas |
| ----------------- | ---------------------- | ------------- | ----- | ----- | ----- | ----- | ----- | ----- | ---------- | ----- |
| Medalha de ouro   | Liu Tingting           | China         | 65.41 | 68.24 | 61.31 | 64.75 | x     | x     | 68.24      |       |
| Medalha de prata  | Luo Na                 | China         | x     | 60.63 | x     | x     | x     | 64.97 | 64.97      |       |
| Medalha de bronze | Akane Watanabe         | Japão         | 50.08 | 57.32 | 57.83 | x     | 58.85 | 59.39 | 59.39      |       |
| 4                 | Park Hee-soen          | Coreia do Sul | x     | 54.44 | 58.07 | 58.39 | x     | x     | 58.39      |       |
| 5                 | Grace Wong Xiu Mei     | Malásia       | 48.41 | 48.91 | 52.43 | 53.10 | 52.76 | 52.19 | 53.10      |       |
| 6                 | Anastasiya Aslanidu    | Uzbequistão   | x     | 49.08 | 50.48 | 50.29 | x     | 50.64 | 50.64      |       |
| 7                 | Casier Renee Kelly Lee | Malásia       | x     | 46.45 | x     | 47.80 | x     | x     | 47.80      |       |

Legenda
| Recorde mundial       | Recorde mundial (World record)               |                       | Recorde africano                      | Recorde africano (African) |                                           | Q | Classificado por posição (Qualified) |
| Recorde do campeonato | Recorde do campeonato (Championship record)  | Recorde da América    | Recorde da América (Americas)         | q                          | Classificado por melhor tempo (Qualified) |   |                                      |
| Melhor marca do ano   | Melhor marca do ano (World leading)          | Recorde asiático      | Recorde asiático (Asian)              | DNS                        | Não largou (Did not start)                |   |                                      |
| Recorde nacional      | Recorde nacional (National record)           | Recorde europeu       | Recorde europeu (European)            | DNF                        | Não terminou (Did not finish)             |   |                                      |
| Recorde pessoal       | Recorde pessoal do atleta (Personal best)    | Recorde da Oceania    | Recorde da Oceania (Oceania)          | DSQ / DQ                   | Desclassificado (Disqualified)            |   |                                      |
| Recorde da temporada  | Recorde da temporada do atleta (Season best) | Recorde sul-americano | Recorde sul-americano (South America) | NM                         | Sem marca (No mark)                       |   |                                      |